# Yūto Takeoka
Yūto Takeoka (jap. 武岡 優斗 Takeoka Yūto; ur. 24 czerwca 1986) – japoński piłkarz występujący na pozycji pomocnika. Obecnie występuje w Kawasaki Frontale.

## Kariera klubowa
Od 2009 roku występował w klubach Sagan Tosu, Yokohama FC i Kawasaki Frontale.